# La bustarella
(Silvio Berlusconi)
La bustarella è stata una trasmissione televisiva andata in onda dal 1978 al 1984 sull'emittente regionale "Antenna 3 Lombardia" e costituisce un archetipo della trasmissione di intrattenimento: belle ragazze (denominate "Le Giuseppine"), per la mentalità paesana dell'epoca, considerate un poco osé (in alcuni giochi rimanevano in topless o anche nude integralmente), premi anche consistenti, ma che vengono assegnati solo se sei prescelto dalla fortuna. In epoche successive il format fu ripreso quasi integralmente, ma come è capitato per molte trasmissioni dell'epoca, senza riconoscimento di diritti d'autore.

## Caratteristiche del programma
Il regista della prima edizione fu Beppe Recchia, le successive furono invece affidata a Cino Tortorella. Si trattava di una serie di giochi tra squadre che, salvo la prima edizione e quella del 1980-81, rappresentavano i capoluoghi di provincia di Lombardia, Piemonte, Emilia-Romagna e alcuni comuni della Svizzera italiana (bacino di utenza dell'emittente).
Cameraman della telecamera numero 3 era Riccardo Recchia, nipote del regista Beppe. Tecnico del mixer video e di tutte le trasmissioni dello Studio 1 era Marco Bassetti, oggi noto produttore tv.
Il programma prendeva il titolo dal gioco finale - le cui "istruzioni" erano contenute all'interno di una busta e lette dal conduttore -, integralmente ripreso molti anni dopo in Rai da Michele Guardì a I fatti vostri (sia pur con la variante che i concorrenti giocavano per telefono e non in studio), nel quale i concorrenti cercavano, scegliendo tra varie buste, di accaparrarsi il premio più prezioso: un'automobile offerta da un locale concessionario.
Il primo gioco era invece una sfida tra bellezze paesane per l'aggiudicazione del titolo di Miss Bustarella. Tutte le 283 puntate della Bustarella furono condotte da Ettore Andenna, che su Antenna 3 presentò pure Settimo Round, Telemattina (la prima trasmissione televisiva mattutina d'Europa), Napoleone ed altri eventi speciali.
A La Bustarella, che per un certo periodo reclutò tra i suoi autori anche Popi Perani (autore di Giochi senza frontiere), debuttarono numerosi protagonisti della televisione italiana: si ricordano tra loro Carmen Russo, Susanna Messaggio, Luciana Ricca, Carlo Pistarino, Isabella Ferrari, Linda Lorenzi, Dante Ferrari. Il programma, definito da Silvio Berlusconi come "la Cro-Magnon delle tv locali", si concluse nel luglio 1984, con il passaggio di Ettore Andenna a Rete A.

## L'eredità del programma
Alla fine degli anni novanta lo stesso Andenna presentò, per l'emittente ligure Telenord Tn4, un programma settimanale chiamato Il Migliore, in un periodo in cui l'emittente stava effettuando un forte tentativo di rilancio tramite la trasmissione di numerosi programmi autoprodotti (poi ripresi in replica dalle altre emittenti della stessa syndication). Il Migliore, che andava in onda nella prima serata del giovedì, altro non era che una versione aggiornata e molto più soft de La Bustarella: prevedeva la competizione tramite diversi giochi (alcuni dei quali legati agli sponsor del programma) tra quattro squadre di quartieri genovesi o comuni liguri, con la squadra vincitrice che veniva confermata anche per la puntata successiva. Il programma non ebbe tuttavia particolare successo e ne furono realizzate solo 12 puntate, mentre un'edizione estiva annunciata più volte durante la trasmissione non venne mai realizzata e al suo posto vennero trasmesse le repliche delle puntate già mandate in onda, ma senza i giochi legati agli sponsor.
Nei primi mesi del 2002 l'emittente Antenna 3 trasmise in replica alcuni spezzoni de La bustarella, incentrati sulle caratteristiche più osé delle varie gare. Queste repliche parziali provocarono diversi attriti con gli autori e i conduttori dello stesso, per i quali questa selezione del materiale mandato in onda poteva dare un'immagine distorta del programma originale. Anche in alcuni quiz show degli anni 2000, come ad esempio in Affari tuoi, si possono rivedere giochi ispirati dal famoso show di Antennatre.
Sabato 30 settembre 2006, alle ore 20.30 Ettore Andenna è tornato in diretta con la sua Bustarella, anche se con il titolo leggermente modificato di "Gran Bustarella Show", sulla storica emittente Antenna 3. Nel novembre del 2006, il programma è stato più volte citato nel ciclo di puntate della trasmissione Matrix dedicato alla storia delle tv libere. Nella terza puntata, Andenna è stato ospite nello studio dello show condotto da Enrico Mentana, mentre è stata trasmessa, assieme a alcuni spezzoni del programma, un'intervista a Renzo Villa, fondatore di Antennatre. Nel dicembre del 2006 il programma è stato nuovamente sospeso e sull'emittente Antenna 3 Lombardia per un paio di settimane sono andate in onda delle repliche di puntate già trasmesse, per poi sparire nuovamente dai palinsesti.